# Защебье (Речицкий район)
Защебье (бел. Зашчо́б’е) — агрогородок и железнодорожная станция в Речицком районе Гомельской области Беларуси. Административный центр Защебьевского сельсовета. До 2007 года входил в состав Василевичского городского Совета.
На северо-западе урочище Городок.

## География

### Расположение
В 55 км на юго-запад от Речицы, 105 км от Гомеля. На автодороге Калинковичи — Гомель.
Железнодорожная платформа Защобье на ветке Василевичи — Хойники от линии Гомель — Калинковичи

### Гидрография
На востоке и западе сеть мелиоративных каналов.

## Транспортная сеть
Планировка состоит из 2 параллельных между собой улиц, ориентированных с юго-востока на северо-запад, к которым с севера и юга присоединяются короткие улицы. Застройка двусторонняя, деревянная, усадебного типа. В 1969-78 годах построены 44 кирпичных 1-2-квартирных дома.

## История

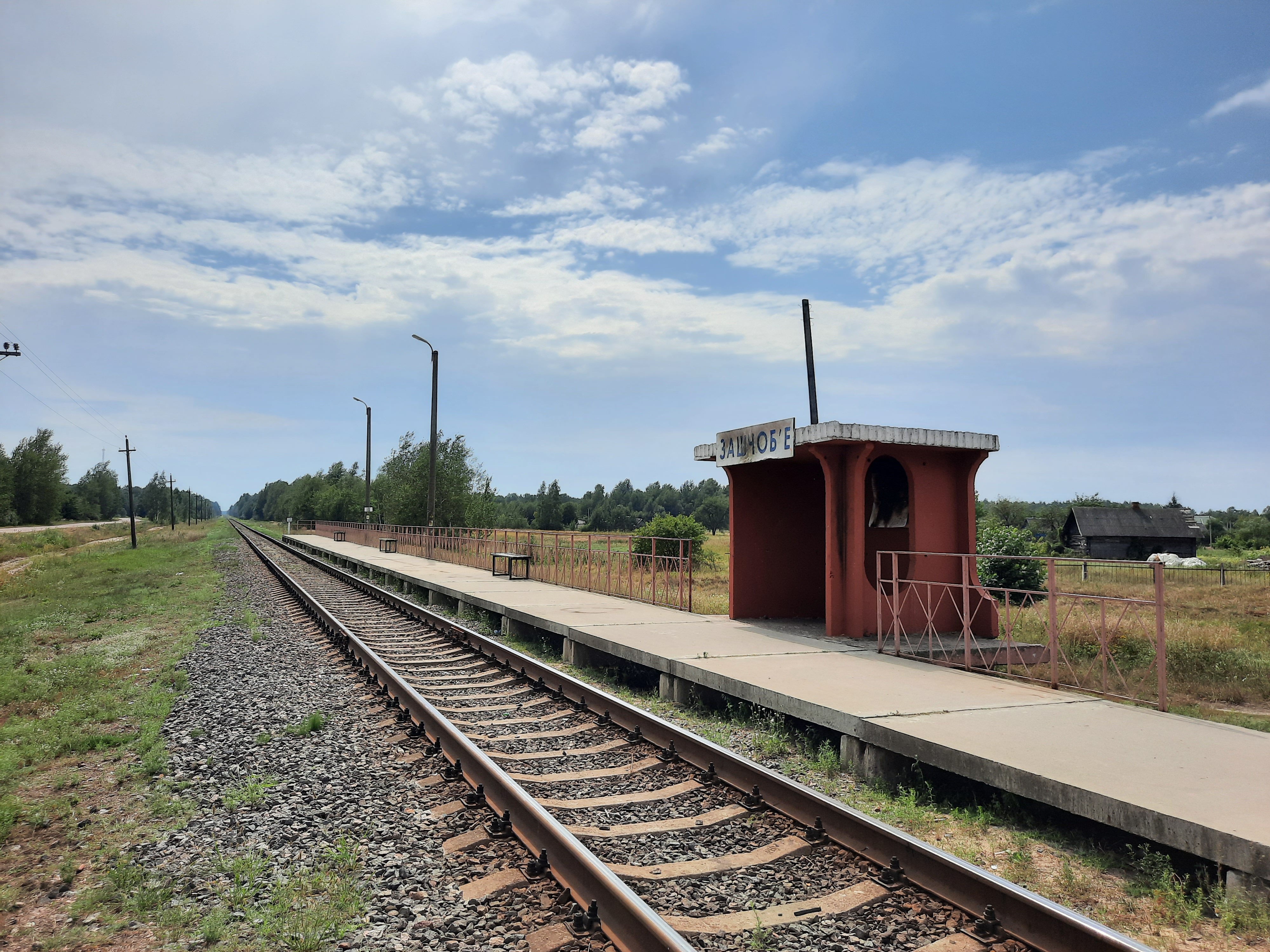
Железнодорожная платформа Защобье

По письменным источникам известна с XIX века как селение в Василевичской волости Речицкого уезда Минской губернии. В 1858 года собственность казны. Согласно переписи 1897 года действовали часовня, хлебозапасный магазин, мельница на конной тяге, кузница. После сдачи в эксплуатацию в 1911 году железной дороги Василевичи — Хойники начала работу железнодорожная станция.
С 8 декабря 1926 года по 30 декабря 1927 года и с 26 сентября 2006 года центр Защебьевского сельсовета Василевичского, с 4 августа 1927 года Хойникского районов Речицкого с 9 июня 1927 года Гомельского округов.
В 1929 году организован колхоз «Искра Ильича», работали кузница и ветряная мельница. В 1936 году около деревни проложили автодорогу Калинковичи — Гомель. Во время Великой Отечественной войны в боях за освобождение деревни и окрестности в ноябре 1943 года погибли 139 советских солдат (похоронены в братской могиле в центре деревни). Освобождена 21 ноября 1943 года. 99 жителей погибли на фронте. Согласно переписи 1959 года центр совхоза «Флаг победы». Расположены средняя школа, Дом культуры, библиотека, фельдшерско-акушерский пункт, детские ясли-сад, отделение связи.

## Население

### Численность
- 2004 год — 350 хозяйств, 1041 житель.

### Динамика
- 1834 год — 18 дворов.
- 1858 год — 24 двора, 173 жителя.
- 1897 год — 57 дворов, 359 жителей (согласно переписи).
- 1908 год — 95 дворов, 527 жителей.
- 1930 год — 75 дворов, 421 житель.
- 1959 год — 754 жителя (согласно переписи).
- 2004 год — 350 хозяйств, 1041 житель.

## Культура
- Дом культуры

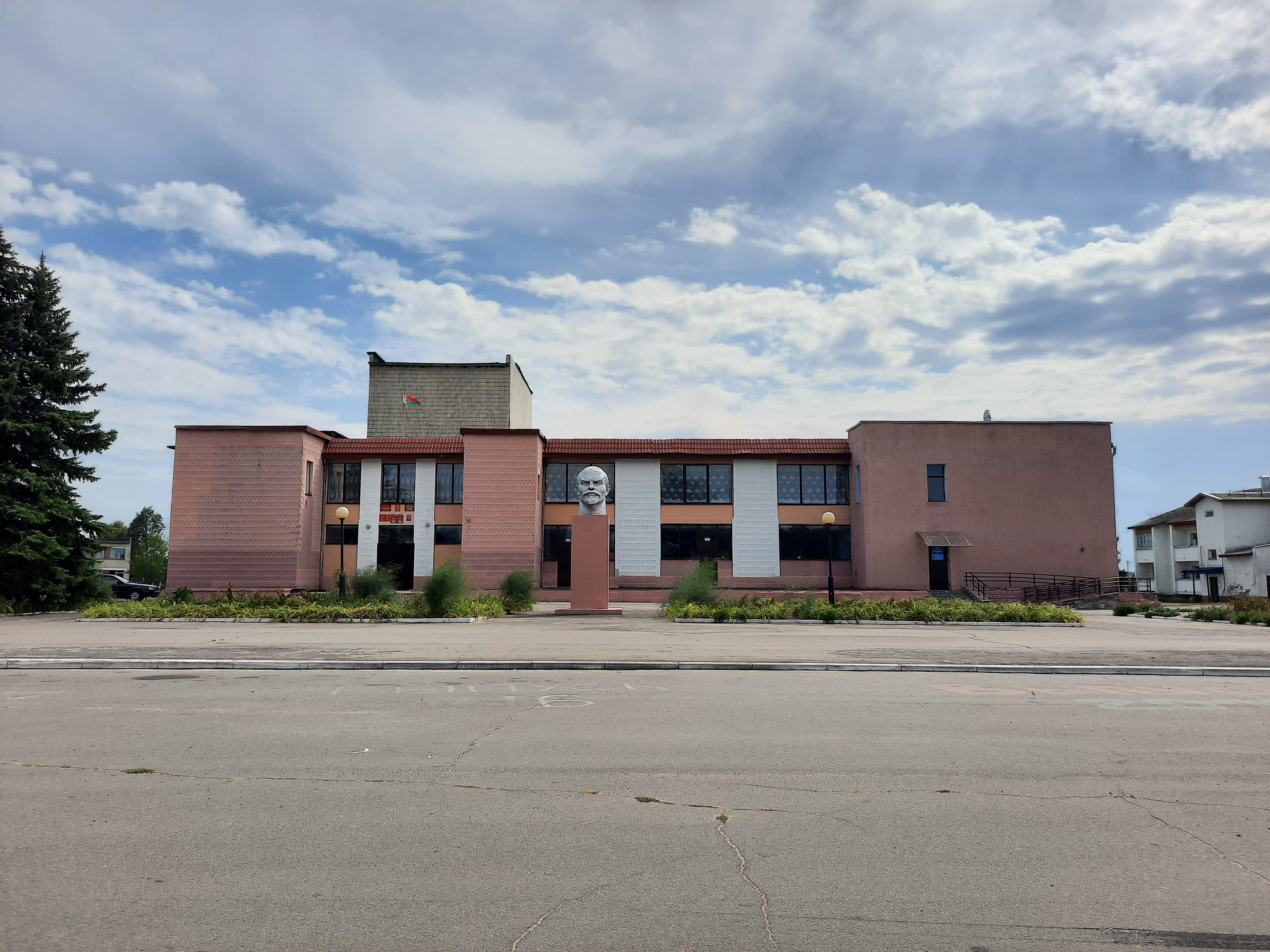
Дом культуры

- Музей ГУО «Защебьевская средняя школа Речицкого района»

## Достопримечательность
- Памятник В. И. Ленину